# Isturgia rablensis
Isturgia rablensis är en fjärilsart som beskrevs av Philipp Christoph Zeller 1868. Isturgia rablensis ingår i släktet Isturgia och familjen mätare. Inga underarter finns listade i Catalogue of Life.